# Palatul Culturii din Iași
Palatul Culturii din Iași este o clădire emblematică, construită, în perioada 1906 - 1925, în perimetrul fostei curți domnești medievale moldovenești, pe locul fostului palat domnesc. Clădirea este înscrisă în Lista monumentelor istorice, având cod LMI IS-II-m-A-03957.01, și din ansamblu mai fac parte și ruinele curții domnești (cod LMI IS-II-m-A-03957.02).
Edificiul a servit inițial drept Palat Administrativ și de Justiție. În anul 1955, destinația clădirii a fost schimbată într-una culturală, devenind gazda unor instituții culturale din Iași. 
Astăzi, Palatul Culturii este sediul Complexului Muzeal Național „Moldova”, ce cuprinde Muzeul de Istorie a Moldovei (1916), Muzeul Etnografic al Moldovei (1943), Muzeul de Artă (1860), Muzeul Științei și Tehnicii „Ștefan Procopiu” (1955), precum și Centrul de Conservare-Restaurare a Patrimoniului Cultural (1975). Până la începerea lucrărilor de renovare, în aripa de nord-est a palatului se afla sediul Bibliotecii Județene „Gheorghe Asachi” (1920).

## Istorie

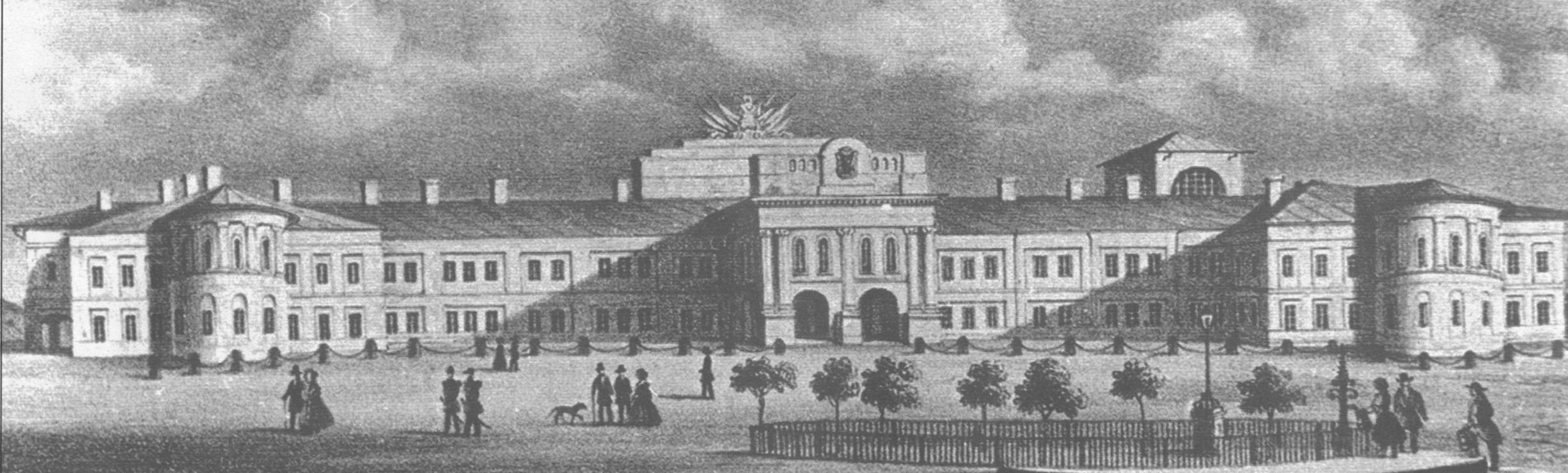
Palatul Domnesc, prima jumătate a sec. al XIX-lea

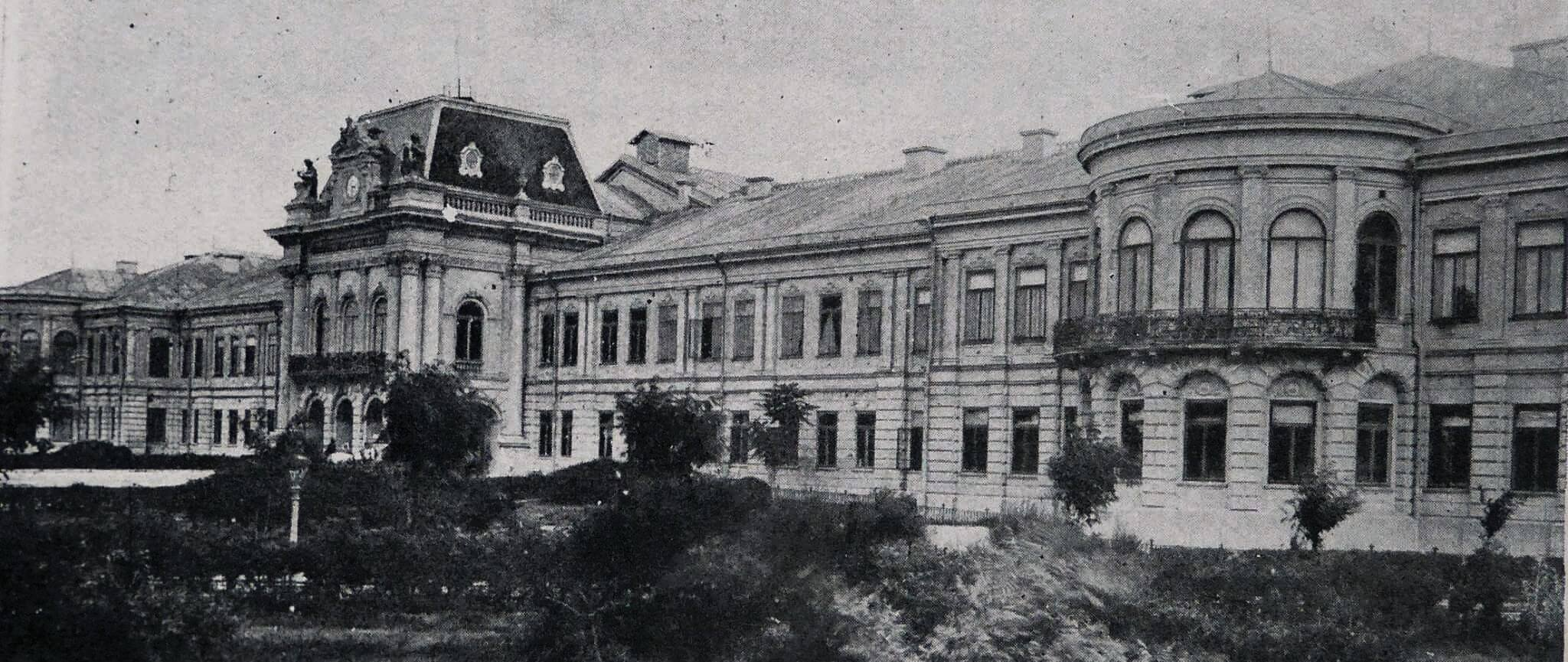
1901 Palatul Administrativ Iași

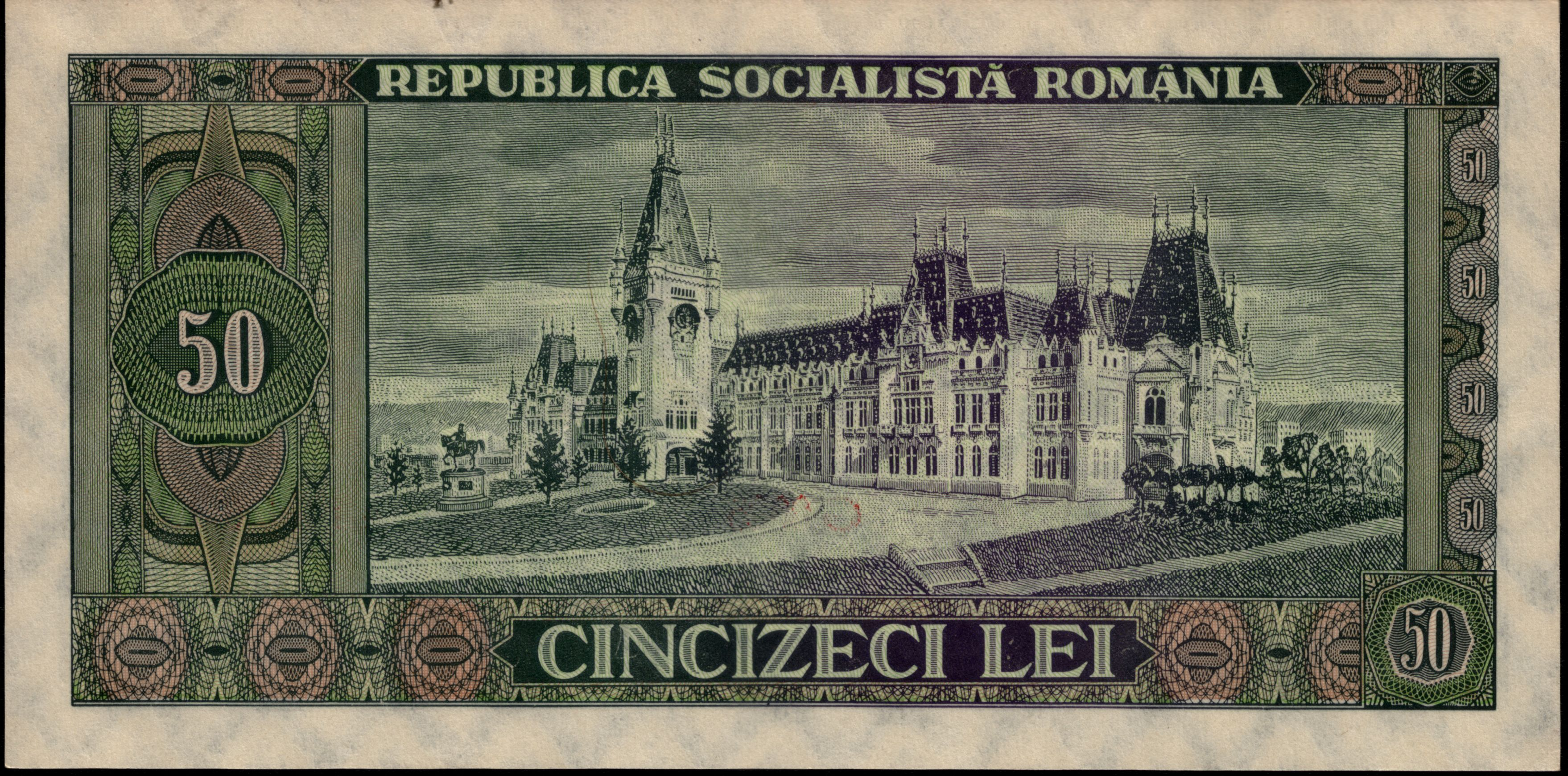
Palatul Culturii din Iași pe reversul bancnotei de 50 de lei, emise în anul 1966.

De-a lungul timpului, în zona respectivă a orașului s-a dezvoltat ansamblul curții domnești (atestată documentar începând cu 1434). În 1804 - 1806, prințul Alexandru Moruzi a construit un impunător palat domnesc, în stil neoclasic (arhitect Johan Freywald). Afectat de incendii, palatul avea să fie refăcut de prințul Mihail Sturdza, în 1841 - 1843 (arhitect Nicolae Singurov). După Unirea de la 1859 și mutarea capitalei la București (1862), clădirea devine palat administrativ. Un incendiu din 1880 afectează din nou clădirea, aceasta fiind refăcută între 1880-1883. La începutul secolului al XX-lea se ia decizia refacerii în stil nou a întregului palat după un plan care prevede și mărirea suprafeței prin adăugarea de corpuri noi, în scopul creșterii funcționalității clădirii. Primele lucrări ce presupun demantelarea vechiului palat au loc în 1906.
Lucrările de reconstruire și extindere au început în 1907, păstrându-se din vechiul palat principalele temelii, parterul și o parte din zidurile etajului. Noul edificiu a fost realizat în stilul neogotic, după planurile arhitectului Ion D. Berindey, ajutat de arhitecții  Filip Xenopol și Grigore Cerchez. Întreruptă în timpul Primului Război Mondial, construcția palatului s-a prelungit pe durata a două decenii. Edificiul, finalizat pe 11 octombrie 1925, a fost inaugurat în anul 1926 de către regele Ferdinand al României.

## Descriere

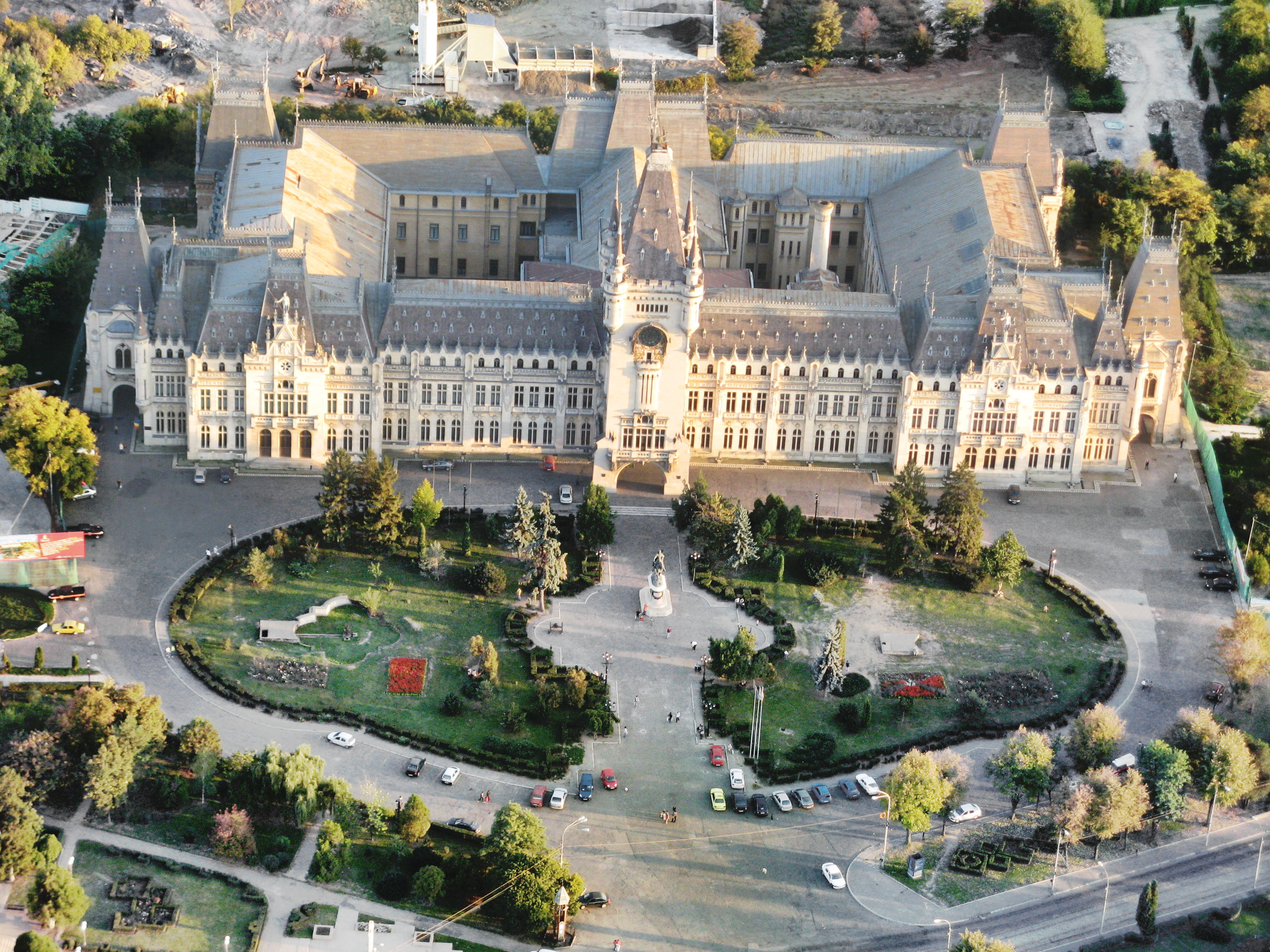
Palatul Culturii Iași - imagine aeriană

Stilul palatului este neogotic, cu detalii ornamentale, cu elemente heraldice în exterior. Aripile cu ieșindurile semicirculare au fost retrase și împodobite la fronton cu statui de arcași ce stau de strajă, iar pe laterale s-au construit două intrări sub forma unor turnuri boltite. Intrarea în palat se face printr-un turn donjon mare, cu creneluri și firide dominate de o acvilă cu aripile desfăcute. Elemente de interes turistic sunt: „Sala gotică”, unde se poate admira mozaicul ce reprezintă un „bestiarum” medieval (grifoni, acvile bicefale și lei). „Sala Voievozilor” se află la etaj și conține, în medalioane, portretele domnilor Moldovei și ale regilor României. Tot la etajul I se află „Sala Henri Coandă”. La faima Palatului Culturii a contribuit și ceasul cu trei cadrane din turnul clădirii. Având diametrul de 3,25 m, acestea erau decorate cu mici vitralii, reprezentând cele 12 zodii. Câte doi plăieși, în costume naționale, zugrăviți pe zidul turnului, stau de strajă, încadrând ceasornicul, după modelul oștenilor pictați la castelul Peleș. Atât vitraliile, cât și crenelurile, în formă de cruce ale turnului, erau luminate electric în cursul nopții. Carillonul ceasului este un sistem de clopote acordate, o replică modernă a mecanismelor similare din Evul Mediu Occidental. Cele 8 clopote din turnul palatului reproduc, la fiecare oră exactă, "Hora Unirii", amintind acum nu doar "Unirea cea mică" din 1859, ci și "Unirea cea mare" din 1918. Melodia este înregistrată pe un tambur cu 69 știfturi.
Legenda spune că în proiectul inițial erau prevăzute 365 de camere, dar construcția are 298 încăperi cu o suprafață de aproximativ 36.000 m2. La fațadă sunt 92 ferestre, iar la mansardă alte 36 în ogivă și două rânduri de baghete.
La etajul I, la fațada centrală, se află „Sala Voievozilor”, cu picturi în stilul frescelor medievale din ctitoriile Moldovei, așezate în chenare de epocă. Picturile au fost executate de Ștefan Dimitrescu și de elevii săi. Tot la etajul I se află sala „Henri Coandă”, ale cărei lambriuri au fost executate după un proiect al marelui savant. În amintirea anilor petrecuți la Iași ca elev al Liceului Militar, Coandă a dăruit orașului proiectul „Monumentului Eroilor Români” din cartierul Galata și rețeta unui ciment special, "bois ciment", care imită perfect culoarea și sunetul lemnului de stejar.

Iași, Palatul Culturii

Până în 1955, aici a fost sediul Tribunalului Județean, dotat cu mobilier confecționat la „Casa Maple” din Londra. Afectat de cutremurul din 1940, Palatul a slujit în timpul celui de-al doilea război mondial drept cazarmă a trupelor germane și ulterior, sovietice. Începând din anul 1975, planșeul de lemn al ultimului etaj a fost înlocuit cu unul de ciment, turnat în plase de oțel, lucrare parțial terminată în martie 1977, când a avut loc cutremurul cel mare. Ca o cheie de boltă, noul planșeu a susținut monumentul, fiind afectate în schimb, planșeele de la etajul I, zidăria, ornamentele și stucaturile.

## Galerie de imagini

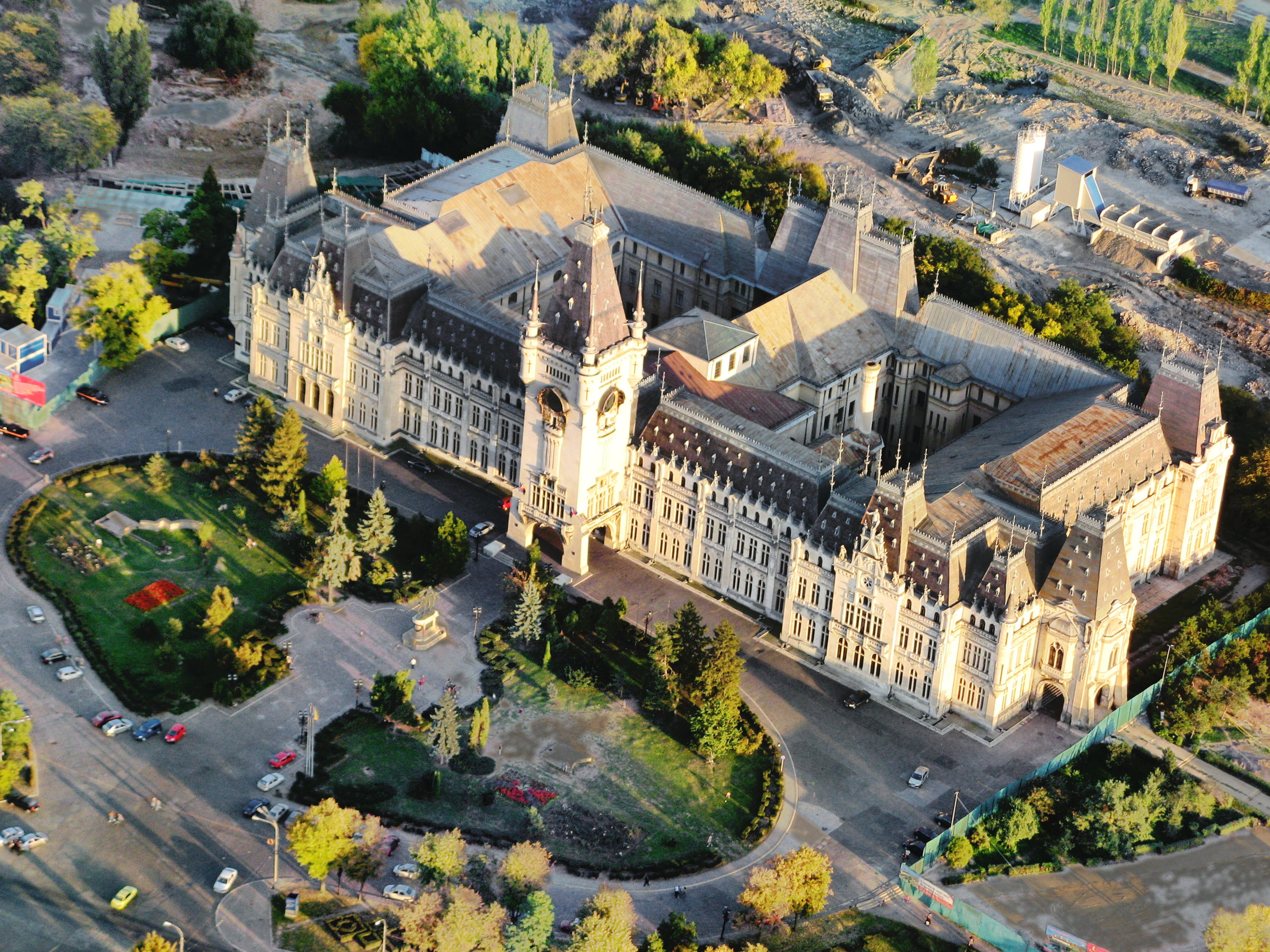
Vedere aeriană
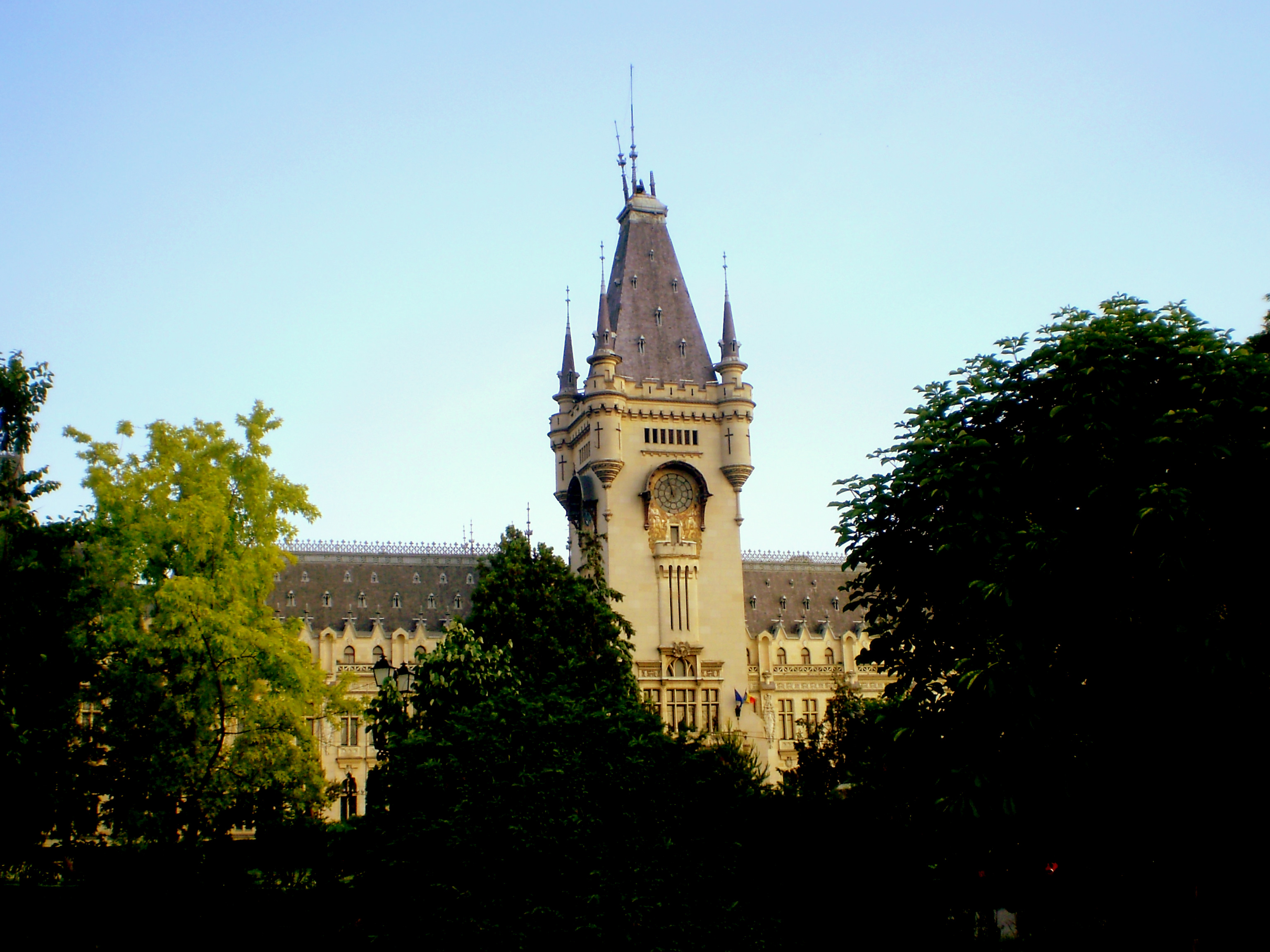
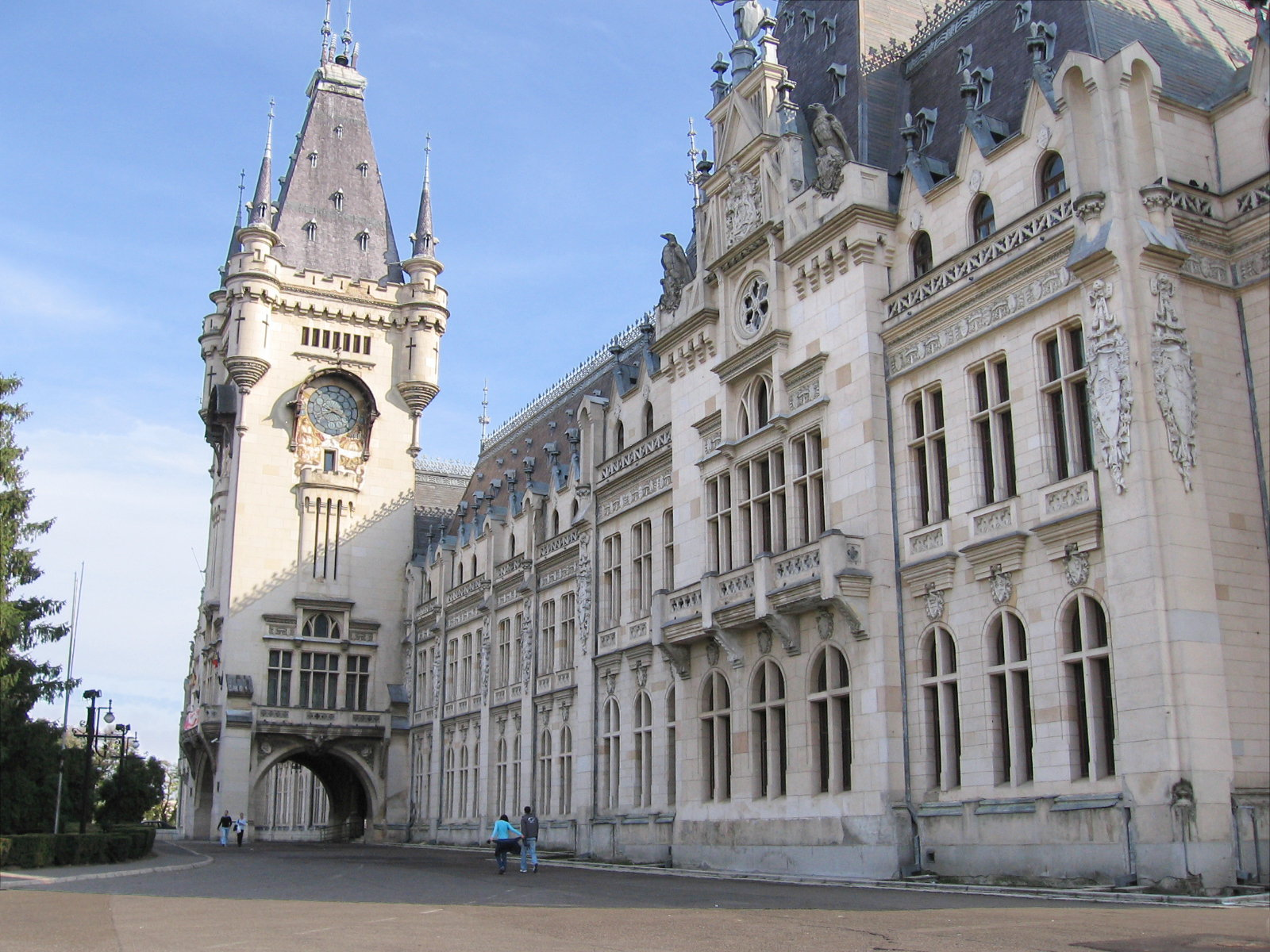
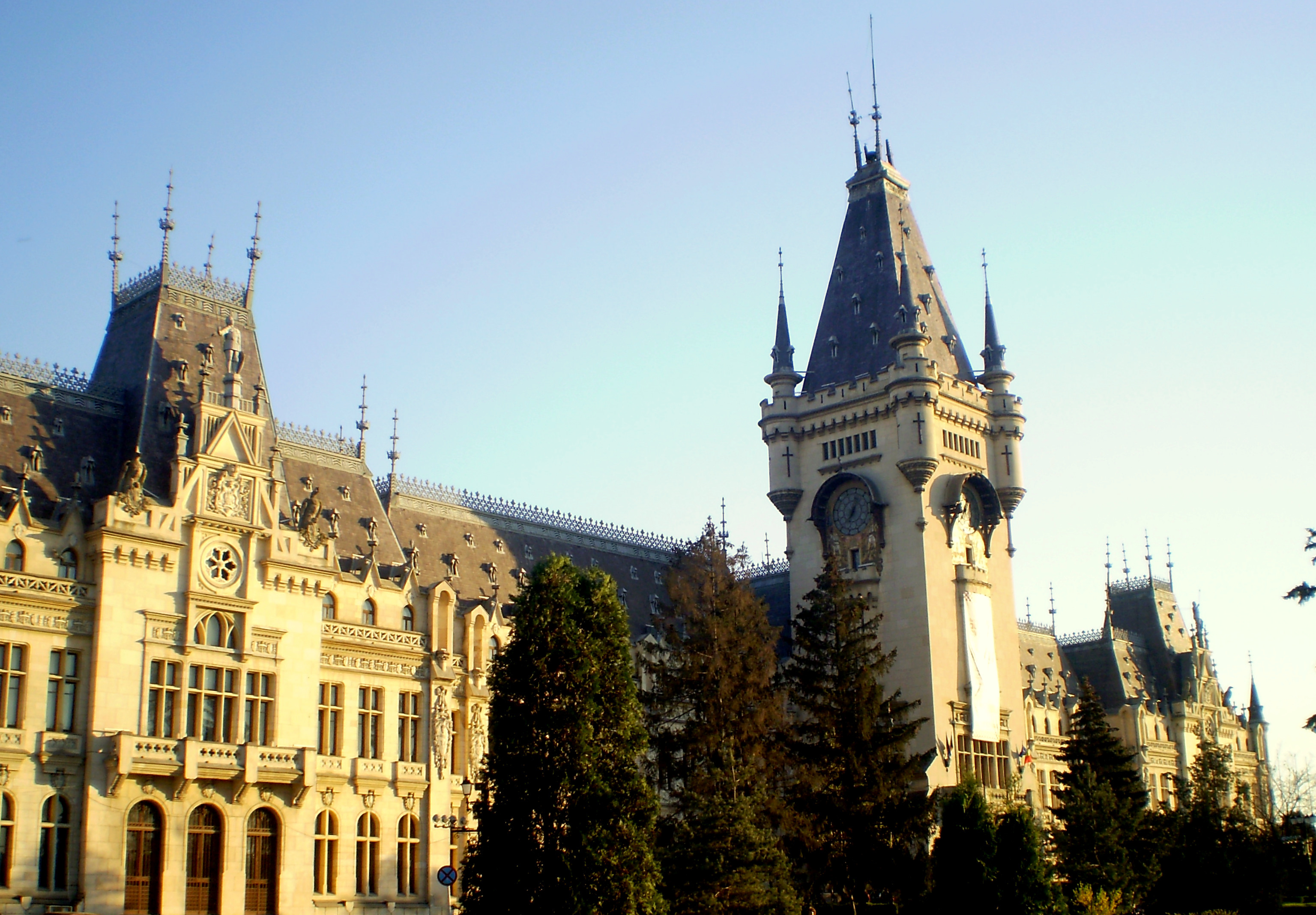
Detaliu
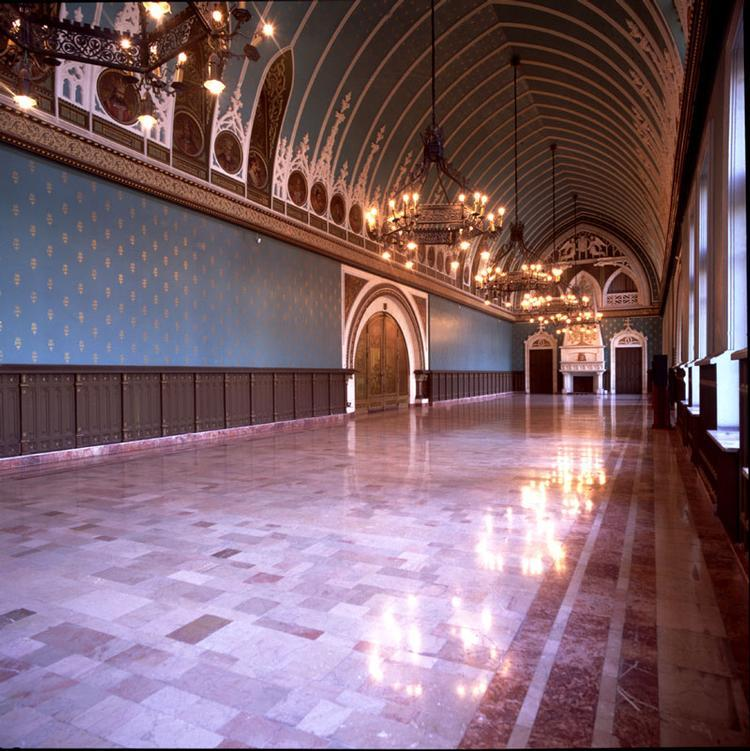
Sala Voievozilor
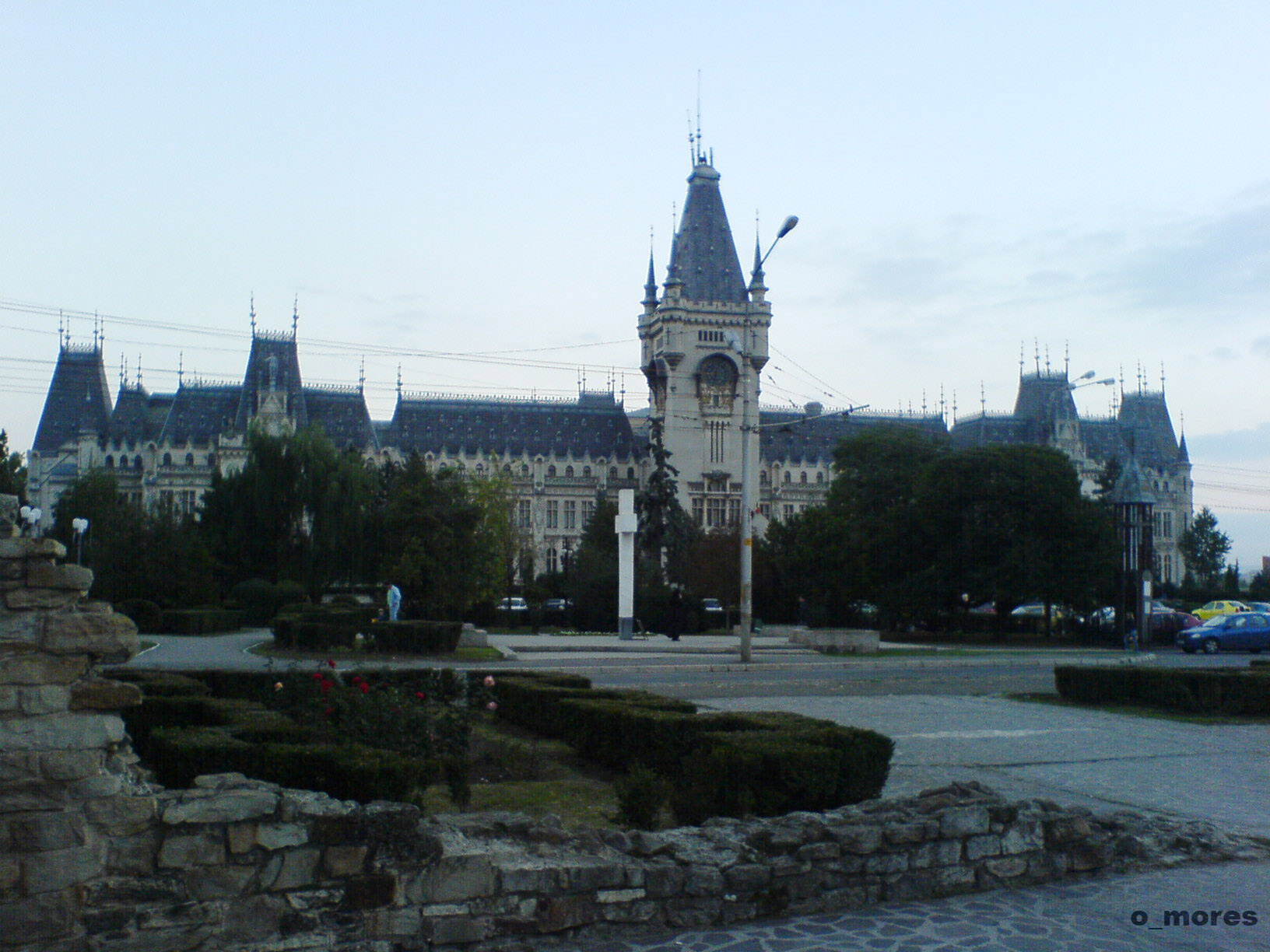
Detaliu
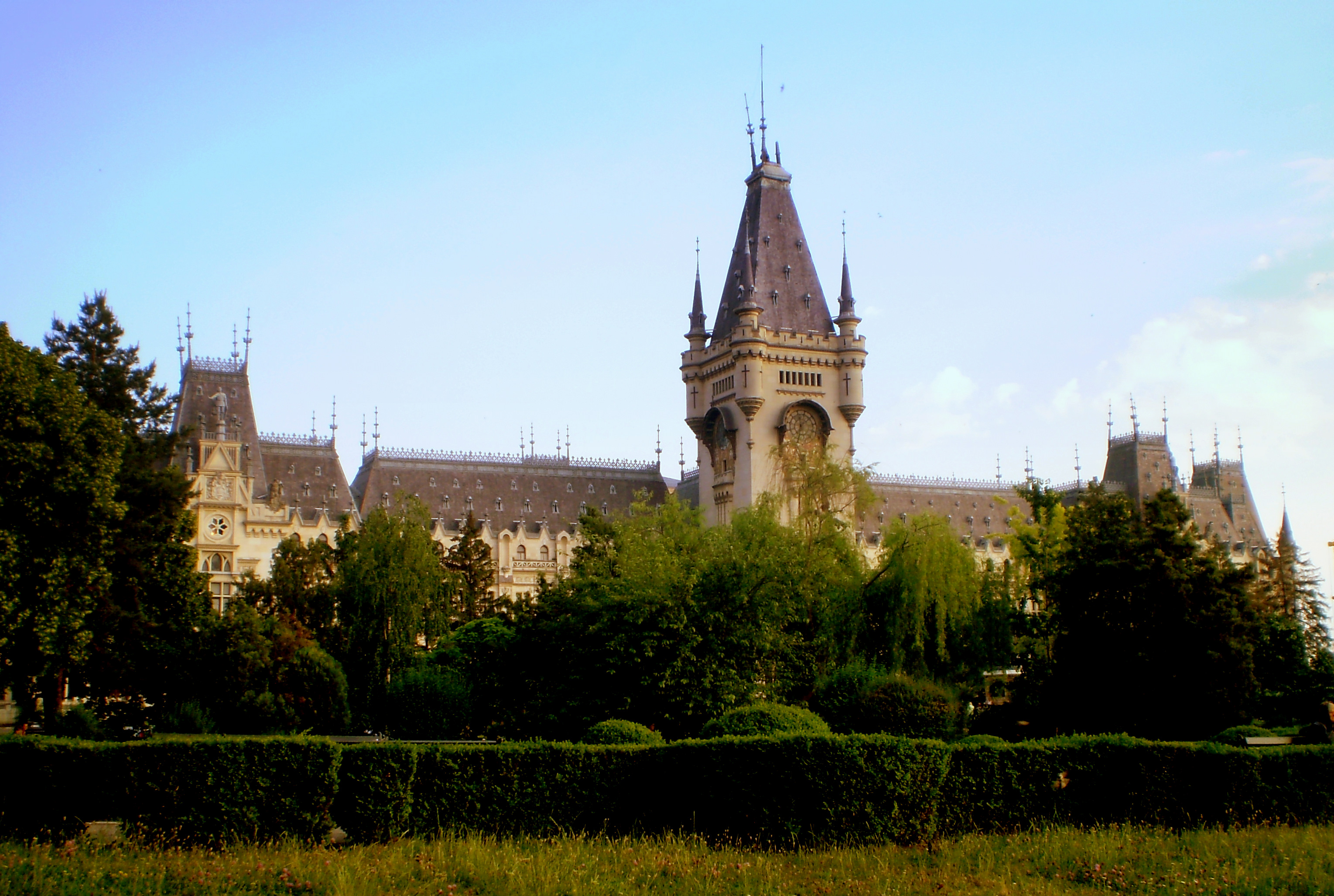
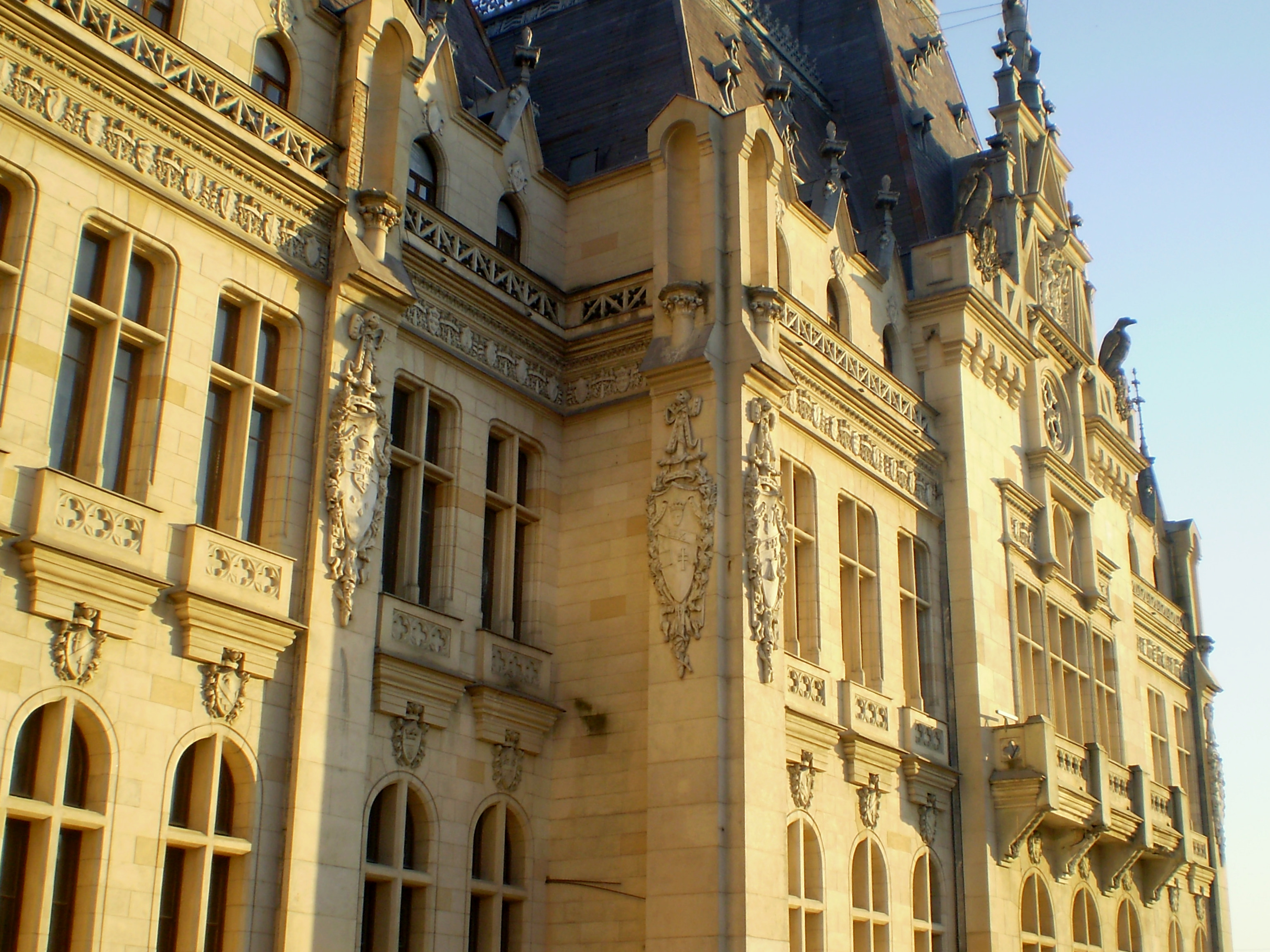
Detaliu
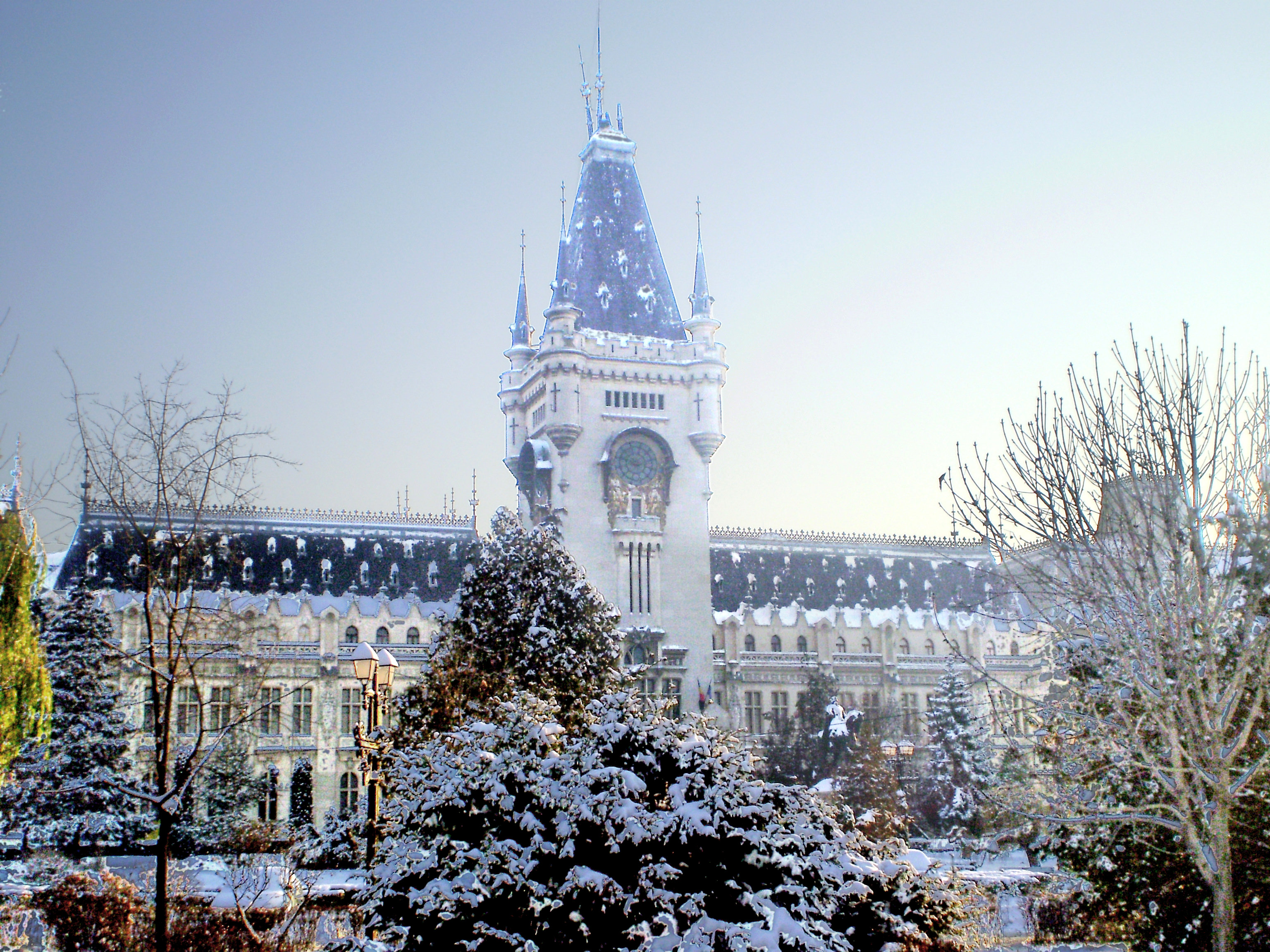
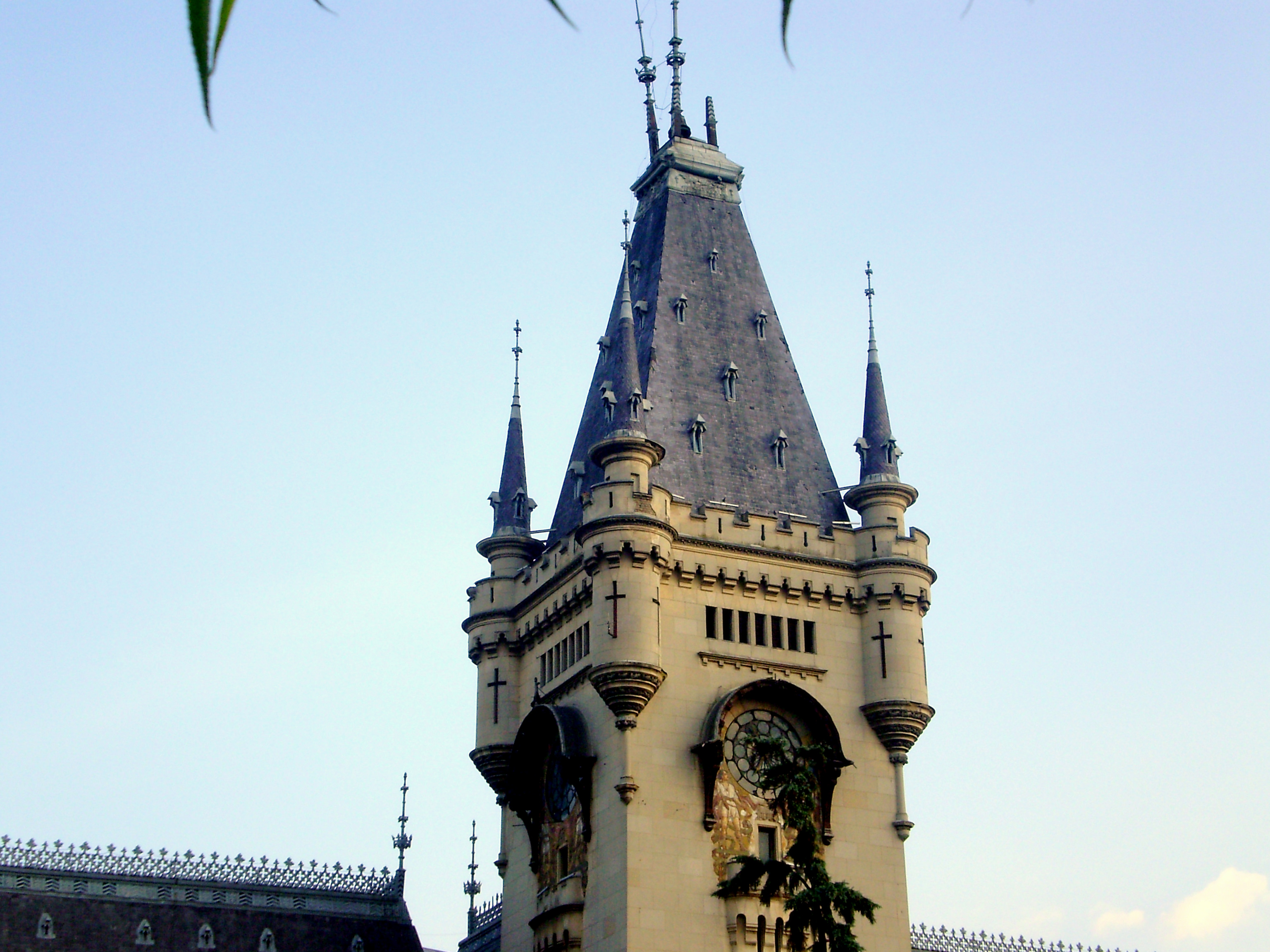
Detaliu turn
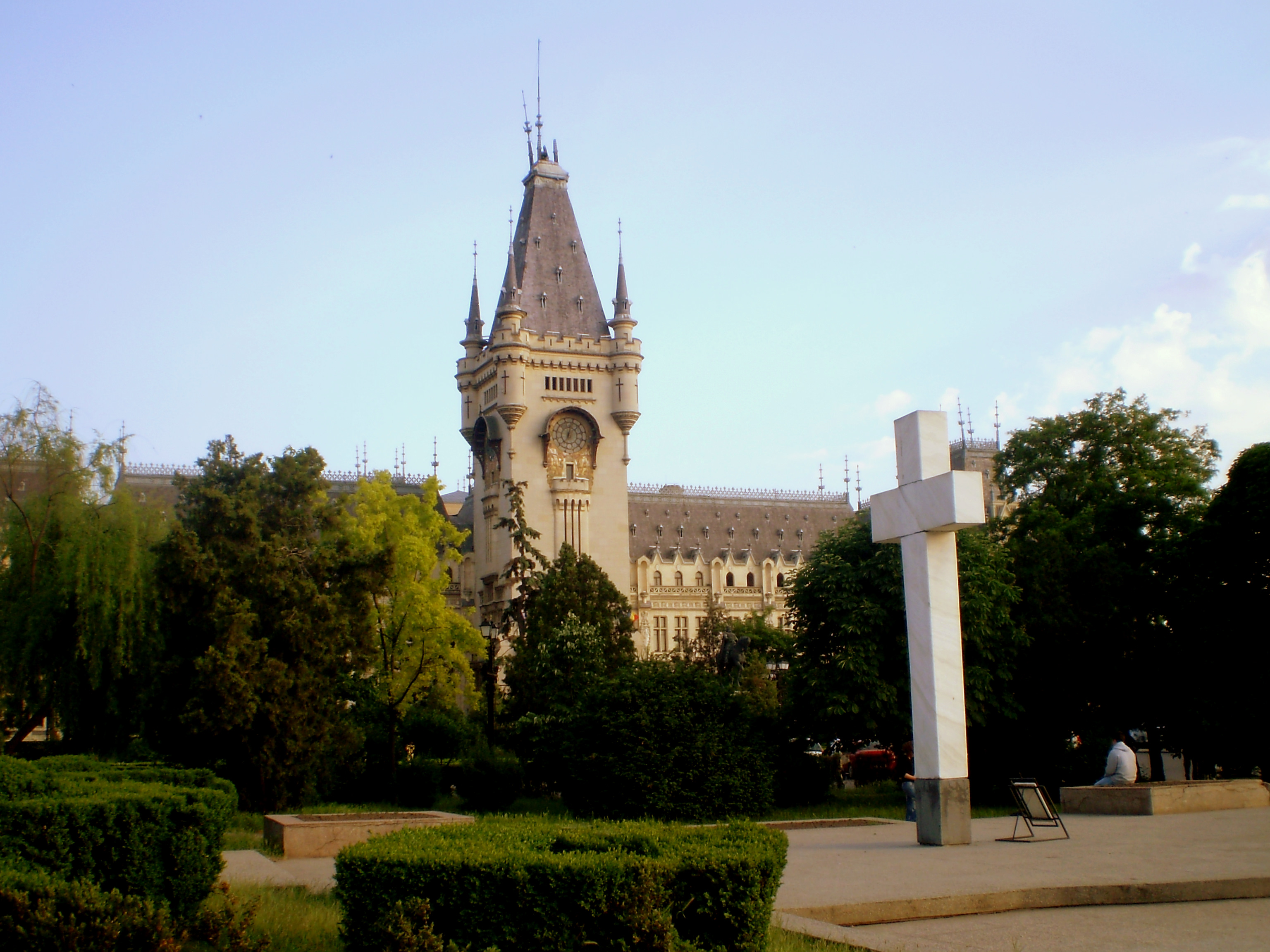
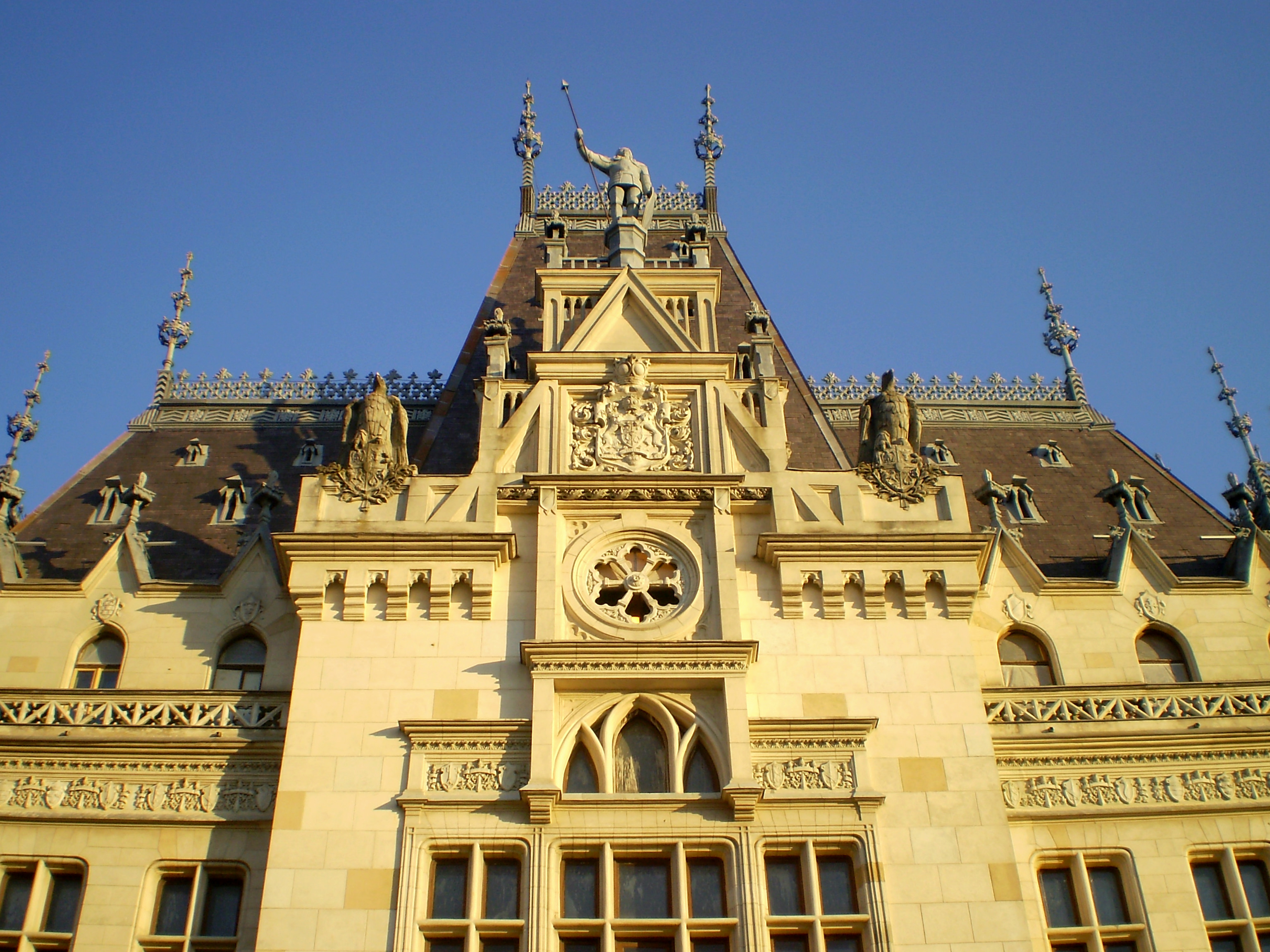
Detaliu
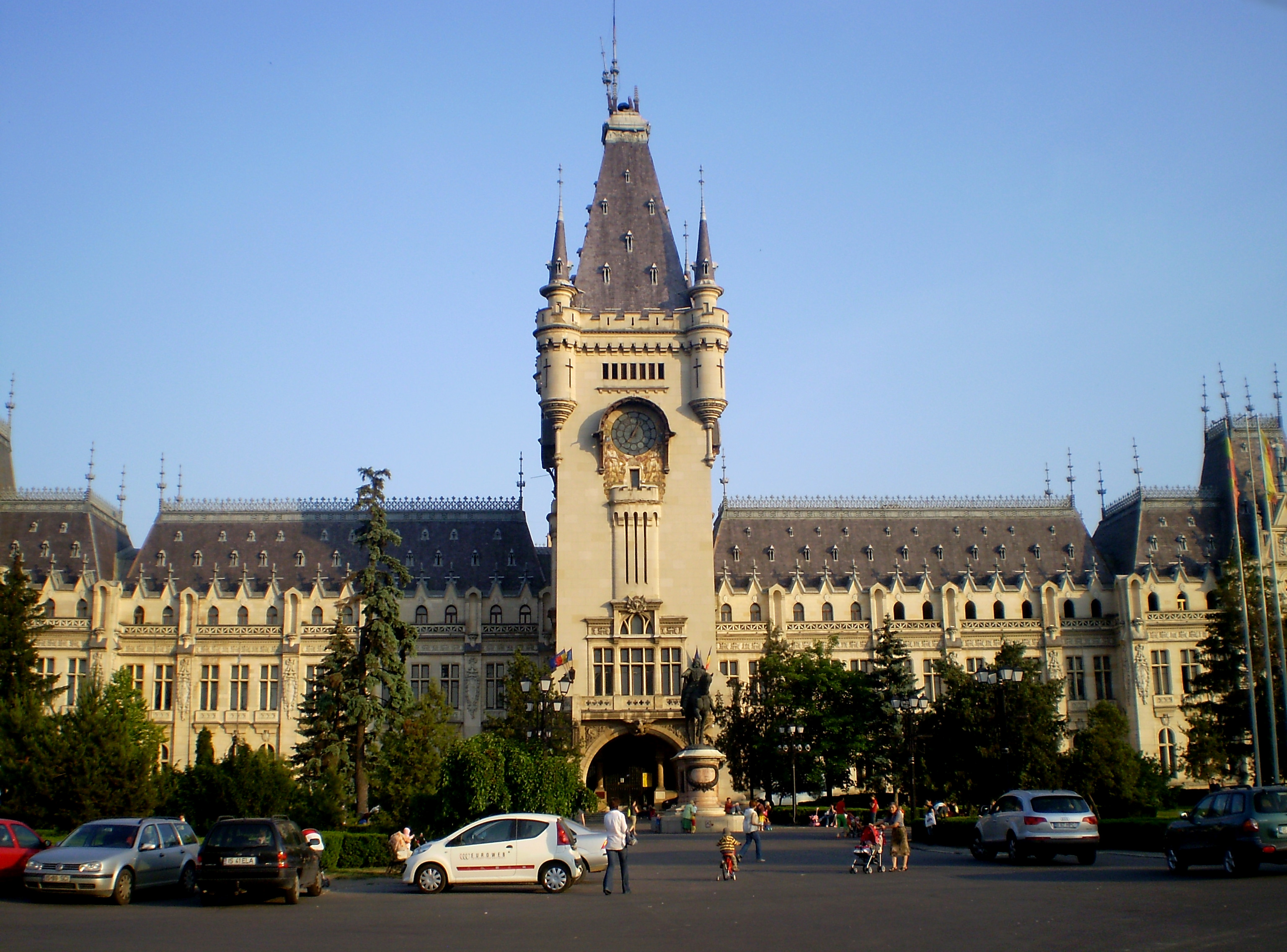
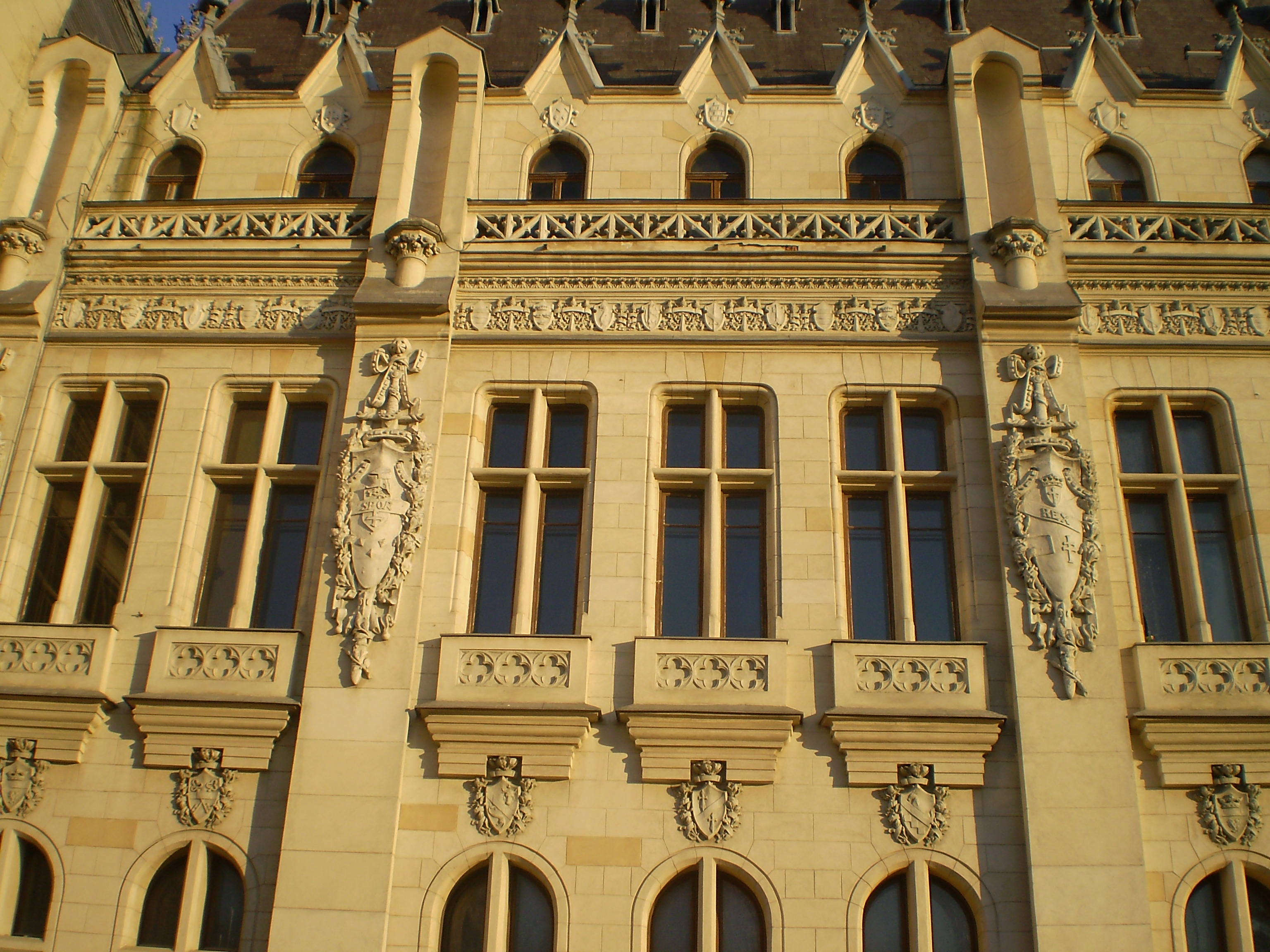
Detaliu
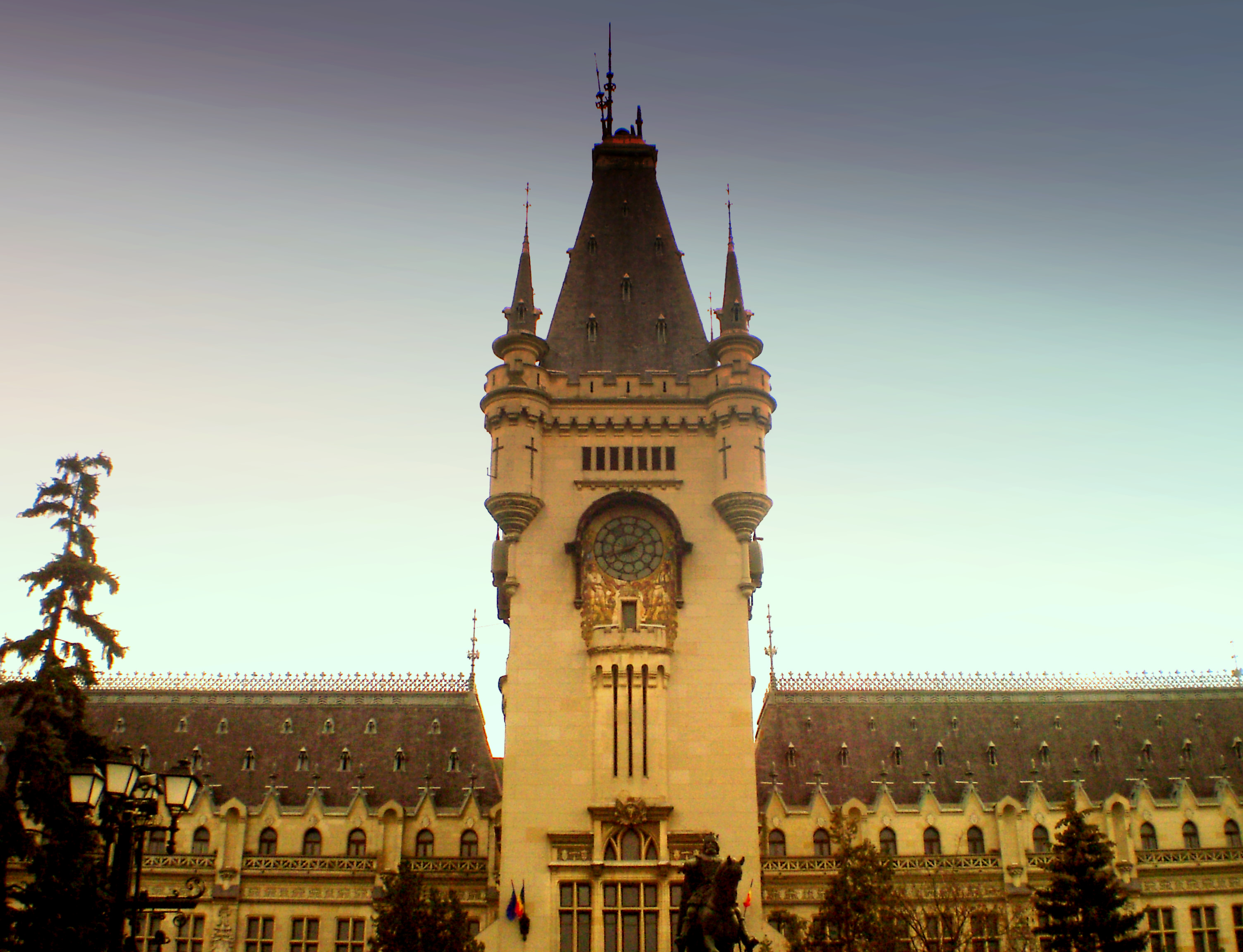
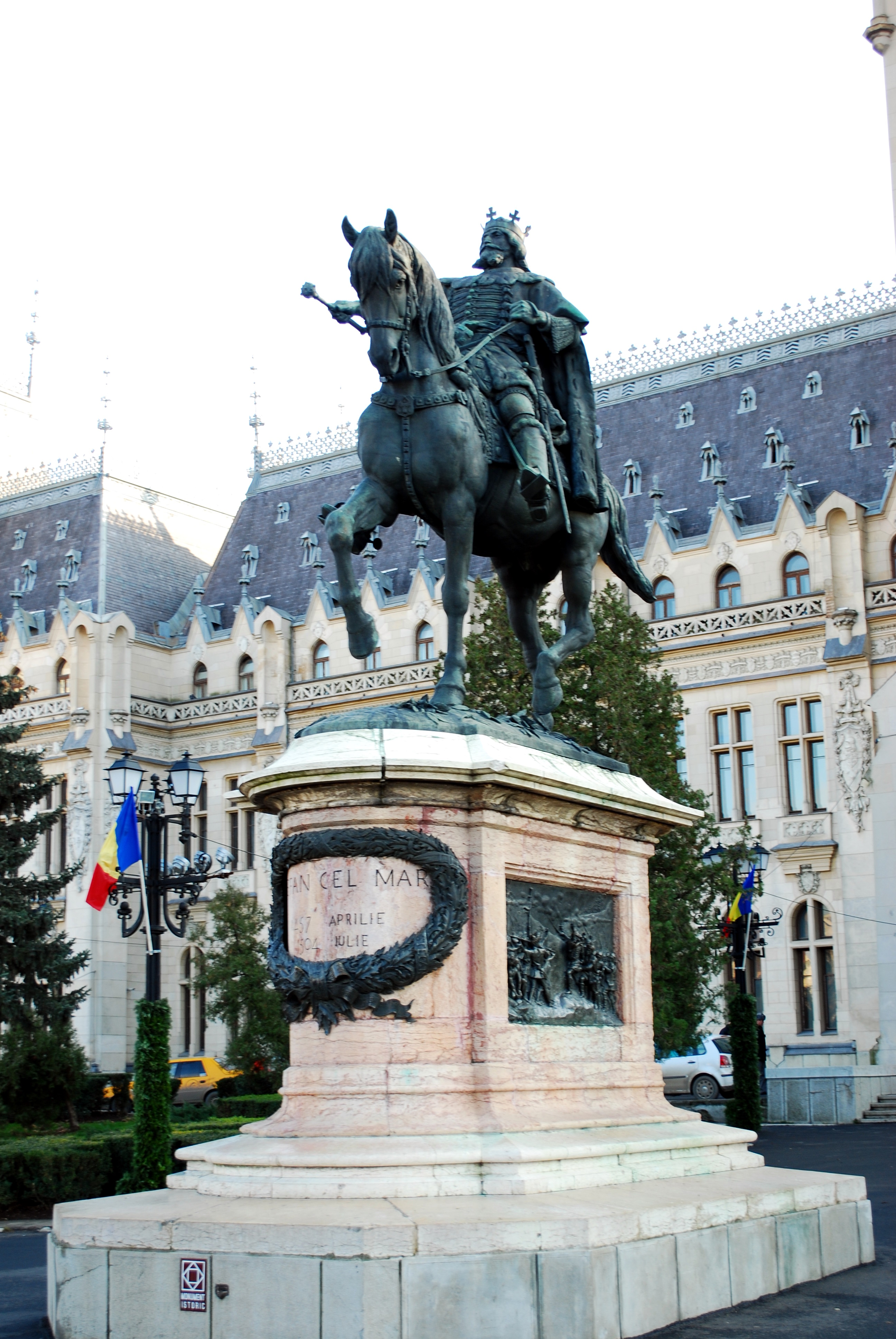
Statuia lui Ștefan cel Mare din fața Palatului
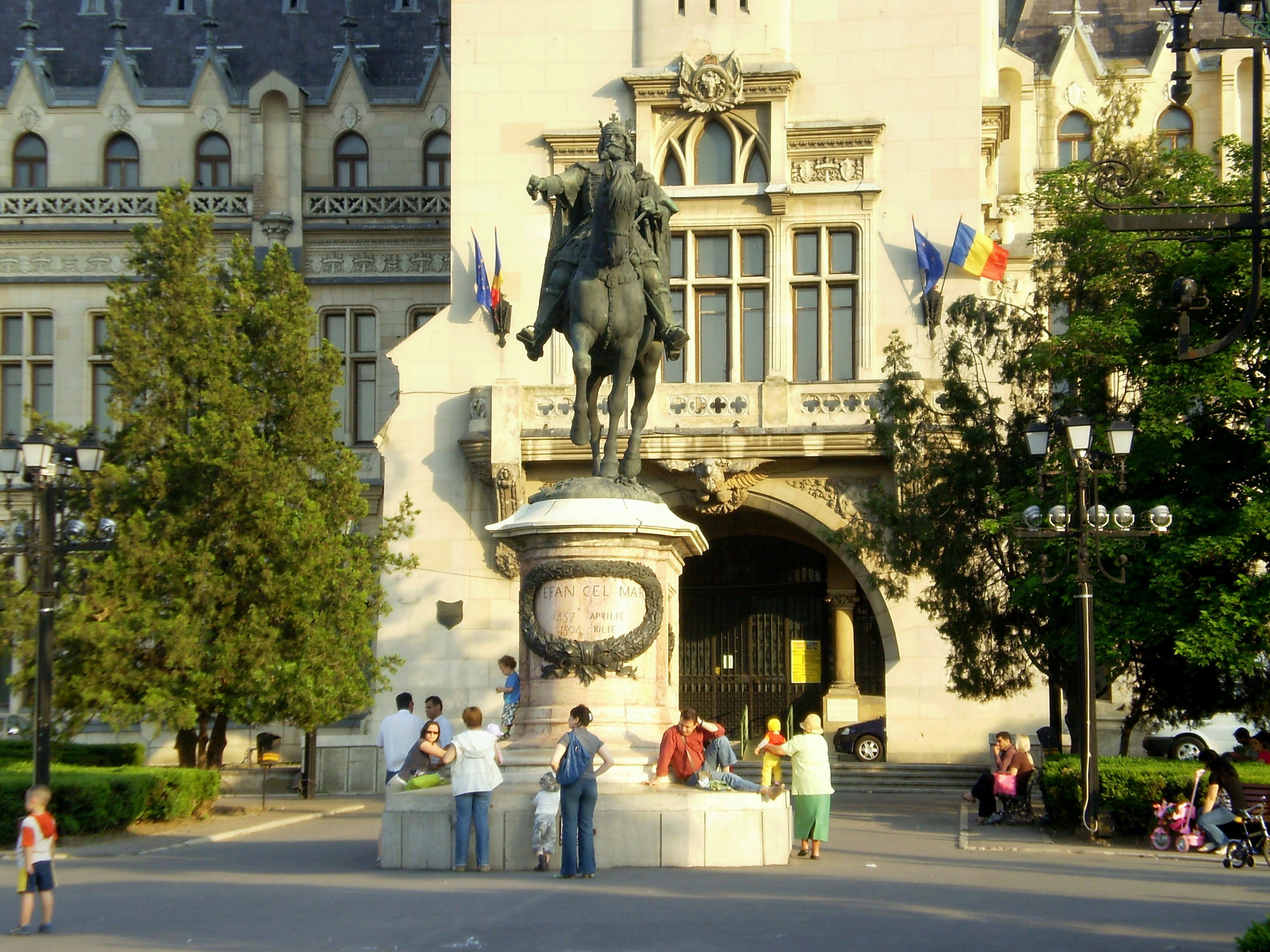
Statuia lui Ștefan cel Mare
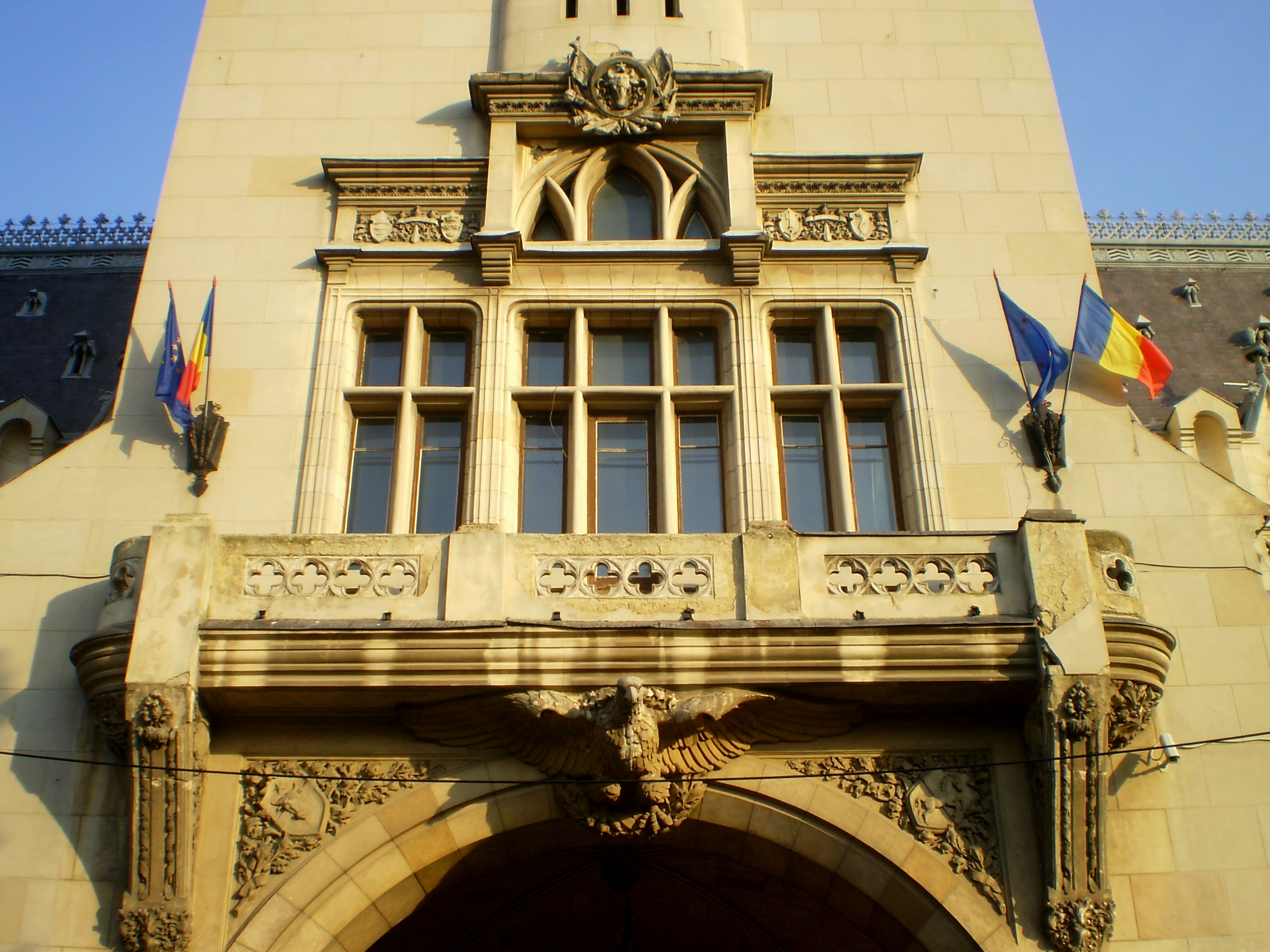
Detaliu turn
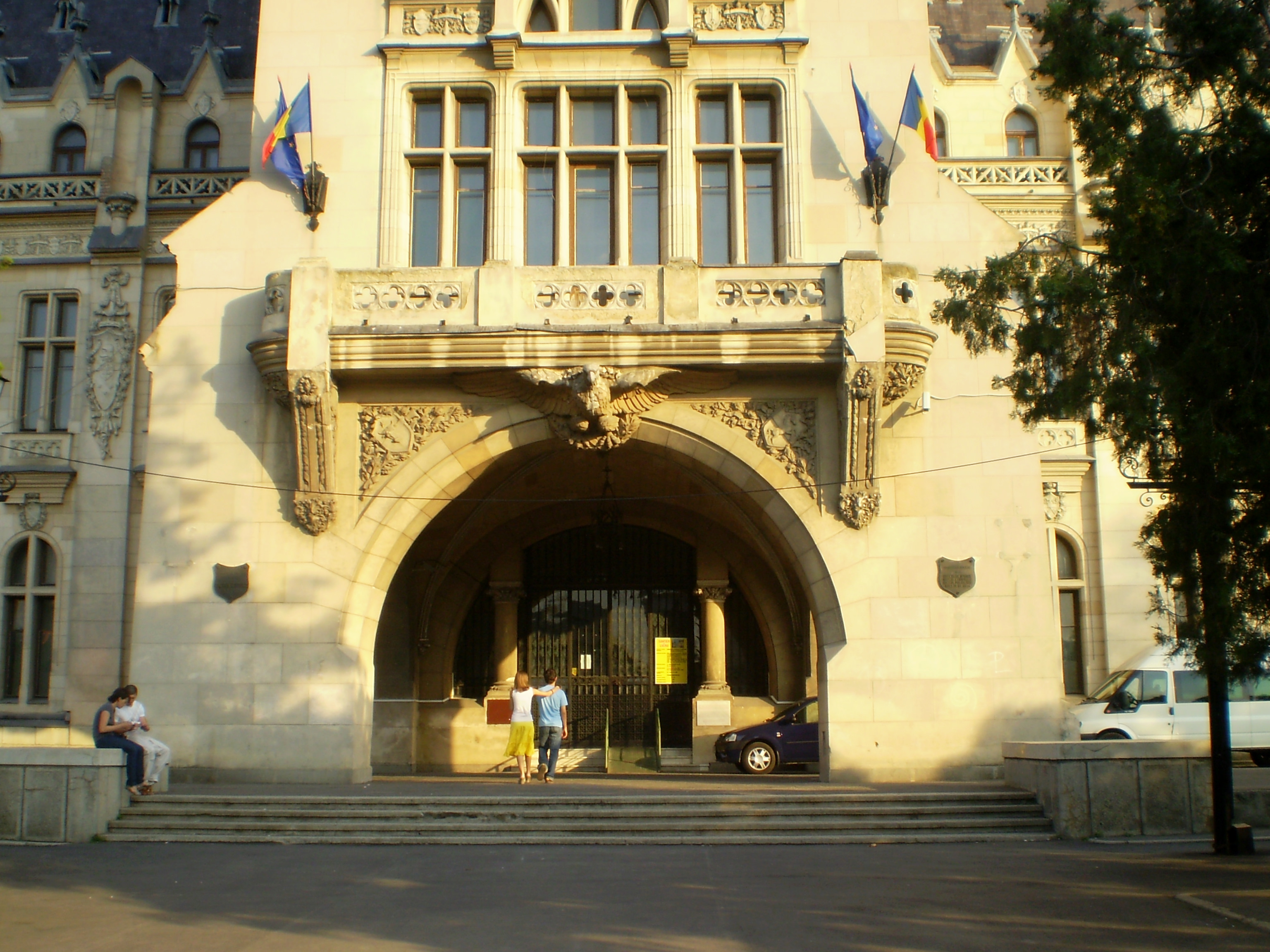
Intrare turn
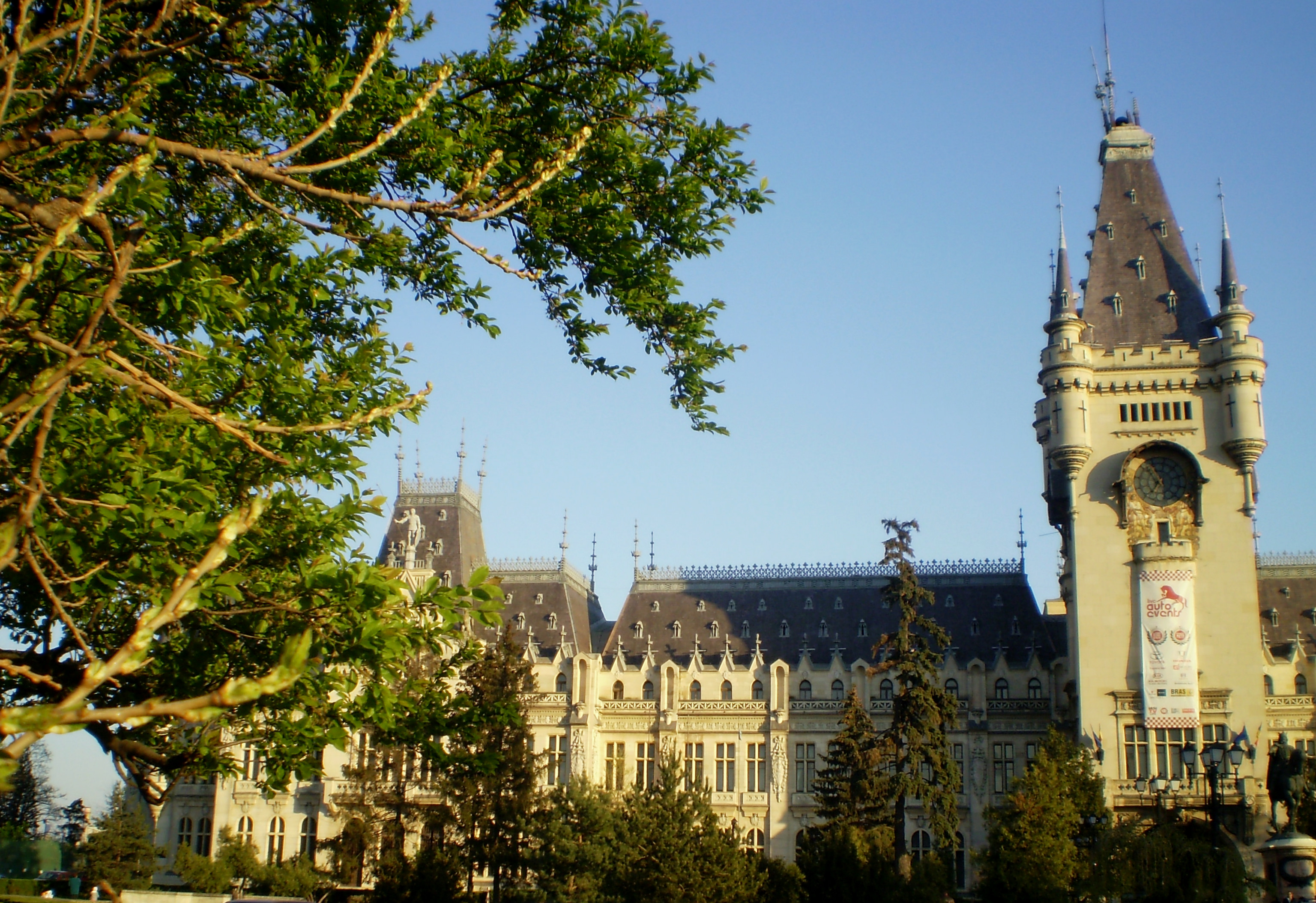
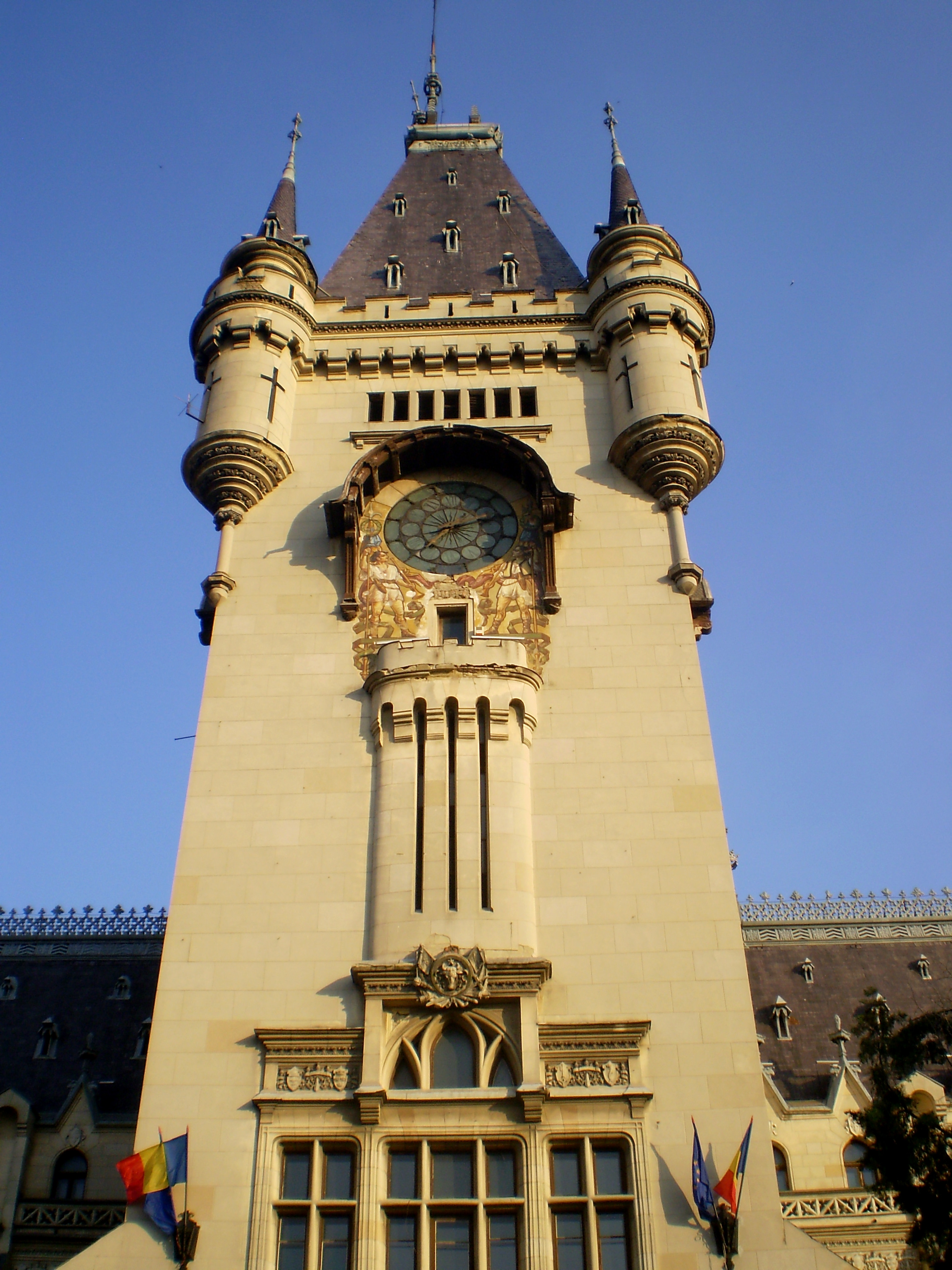
Turnul
Palatul Culturii văzut din Grădina Publică Palas
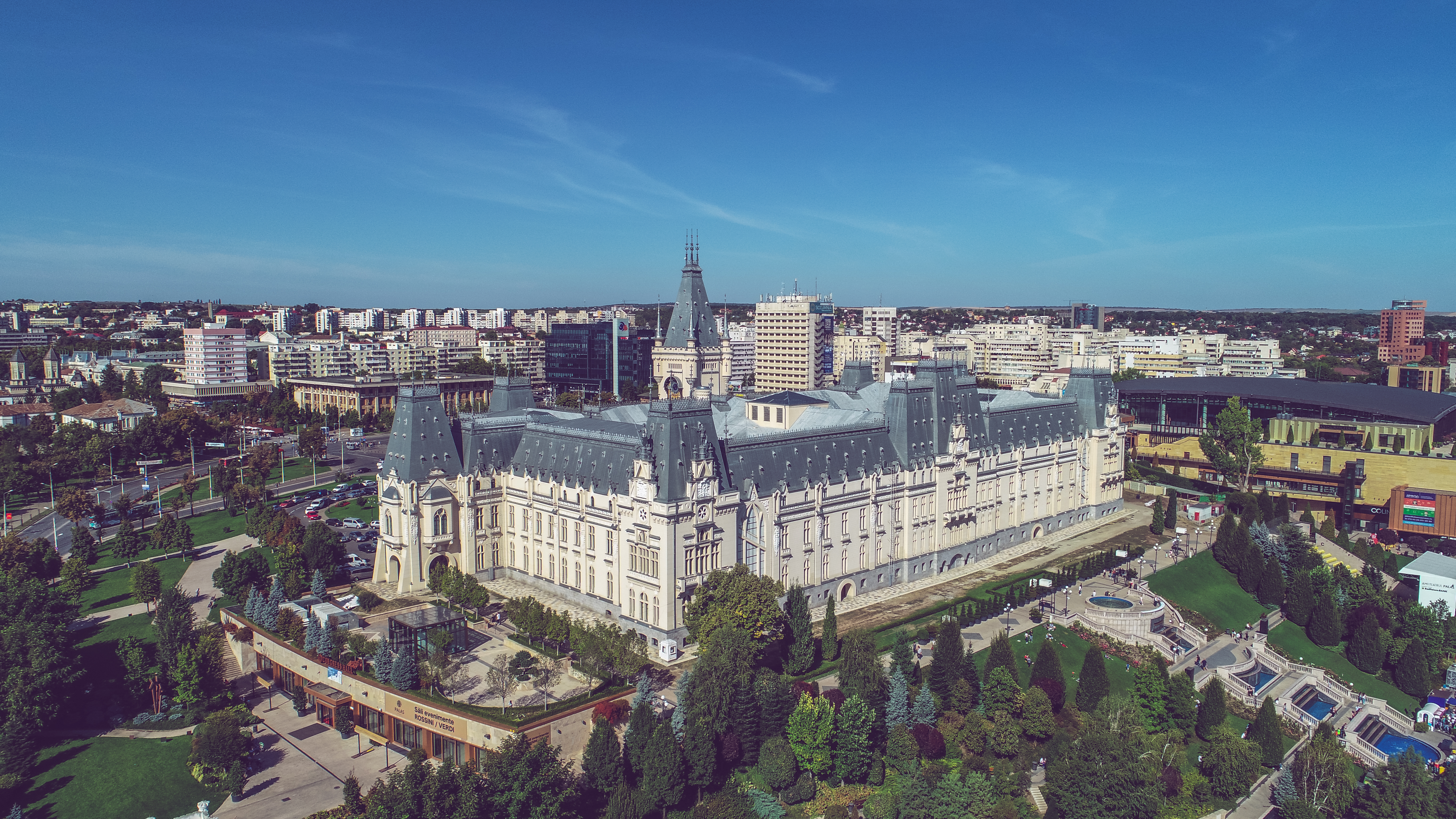
Vedere de ansamblu